# Apărarea chineză
Apărarea chinezească (Kínai védelem) este un film maghiar din 1999 regizat de Gábor Tompa. Rolurile principale au fost interpretate de actorii Victor Rebengiuc, Maia Morgenstern, Emil Györy, Iván Dengyel.

## Distribuție
- Maia Morgenstern
- Victor Rebengiuc
- Iván Dengyel
- Emil Györy
- Ernest Maftei
- Mihai Constantin
- Áron Dimény
- Victoria Cociaș
- Zsolt Bogdán